# جاجا (لاعب كرة قدم، مواليد 2001)
جاجا هو لاعب كرة قدم برازيلي، ولد في 15 أبريل 2001 في سلفادور في البرازيل. لعب مع أتلتيكو باراناينسي.

## وصلات خارجية
- جاجا (لاعب كرة قدم) على موقع الاتحاد الأوربي (الإنجليزية)
- جاجا (لاعب كرة قدم) على موقع قاعدة بيانات كرة القدم.إي يو (الإنجليزية)
- جاجا (لاعب كرة قدم) على موقع Soccerway.com (الإنجليزية)
- جاجا (لاعب كرة قدم) على موقع عالم كرة القدم.نت (الإنجليزية)